# Caligo illioneus
Caligo illioneus är en fjärilsart som beskrevs av Pieter Cramer 1776. Caligo illioneus ingår i släktet Caligo och familjen praktfjärilar. Inga underarter finns listade i Catalogue of Life.

## Bildgalleri

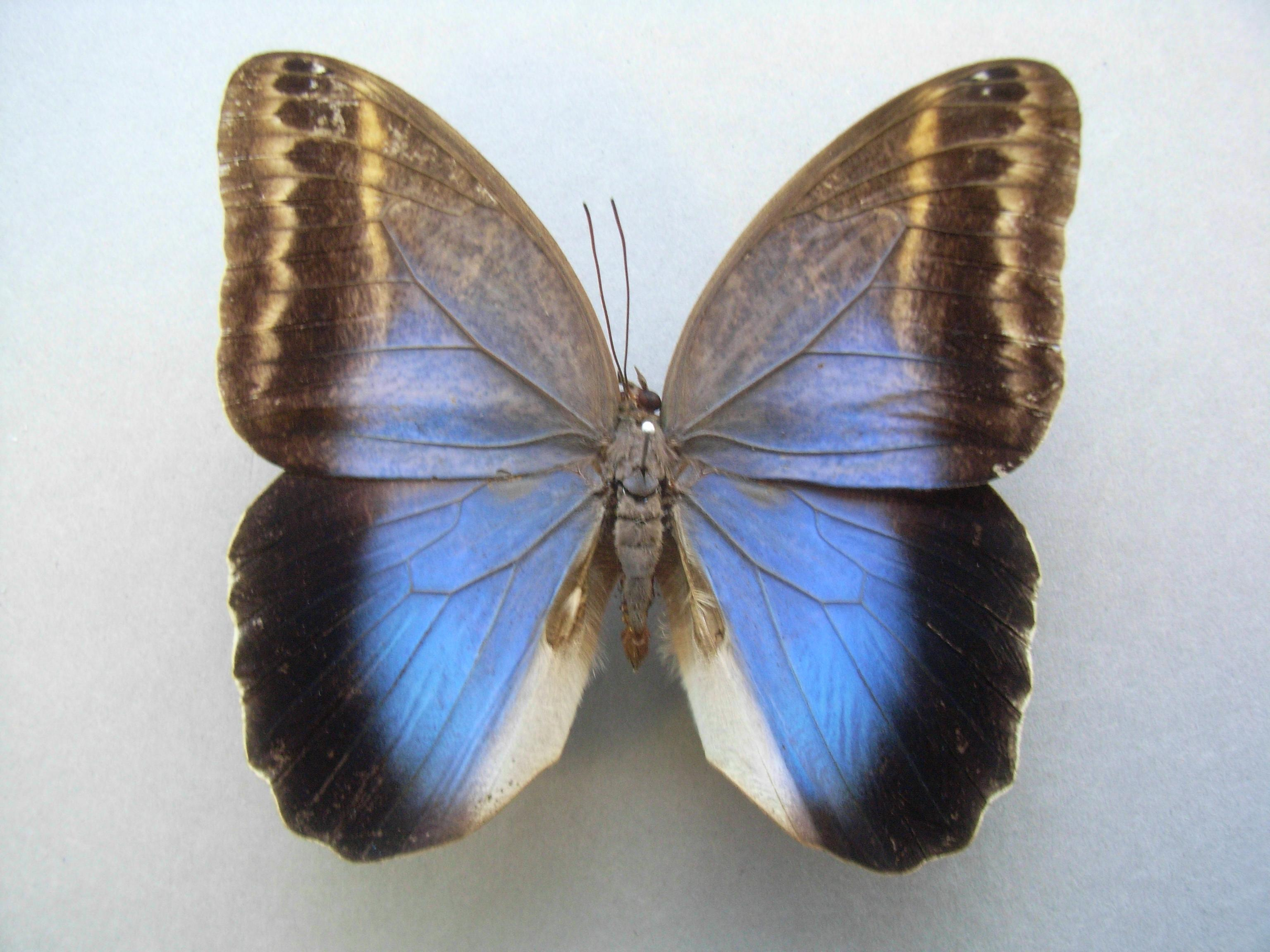